# Rezerwat przyrody Warzewo
Warzewo – faunistyczny rezerwat przyrody znajdujący się na terenie gminy Podedwórze, w powiecie parczewskim, w województwie lubelskim.
- położenie geograficzne: Zaklęsłość Sosnowicka
- powierzchnia (dane nadesłane z nadleśnictwa): 58,25 ha
- rok utworzenia: 1988
- dokument powołujący: Zarządzenie Ministra Ochrony Środowiska, Zasobów Naturalnych i Leśnictwa z dnia 17 listopada 1988 roku w sprawie uznania za rezerwat przyrody (MP nr 32, poz. 293).
- przedmiot ochrony (według aktu powołującego): zachowanie miejsc lęgowych i ostoi wielu gatunków ptaków.

Rezerwat Warzewo ma charakter wodno-torfowiskowy. Na jego terenie stwierdzono występowanie 60 gatunków ptaków, w tym: 26 lęgowych i 9 prawdopodobnie lęgowych. Występują tu m.in.: perkozy (zausznik i perkozek), 6 gatunków kaczek, bąk, błotniak stawowy, łyska, rybitwa zwyczajna, mewa śmieszka, rokitniczka, potrzos, czajka, rycyk, bekas kszyk, a z gatunków nielęgowych: błotniak łąkowy, dubelt, kulik wielki i batalion.